# Agustín Querol
Agustín Querol Subirats (Tortosa, Tarragona, 17 de mayo de 1860 - Madrid, 14 de diciembre de 1909) fue un escultor español. Originario de Cataluña y tras estudiar en la Escuela de la Lonja y en Roma gracias a una pensión, terminaría instalándose en la capital del país.

## Infancia y juventud

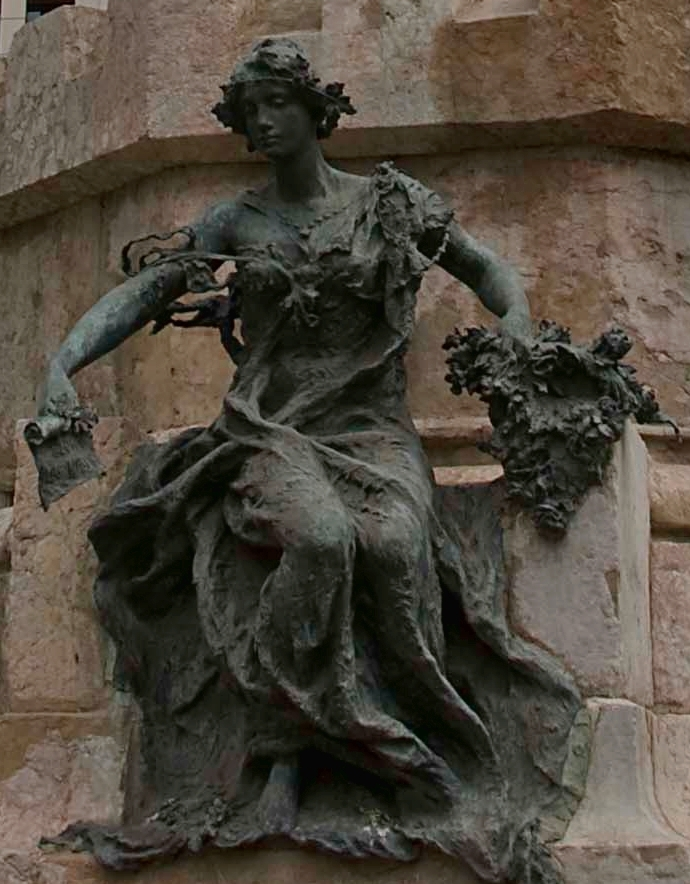
Alegoría de Zaragoza del Monumento a los mártires de la religión y de la patria, 1904.

Hijo de un panadero originario de la localidad de Ulldecona (Tarragona), recibió sus primeras clases de arte de la mano de Ramon Cerveto Bestratén (Tortosa, 1829-1906). 
Estudió en la Escuela de la Lonja, siendo discípulo de Domènec Talarn y de los hermanos Vallmitjana (Agapito y Venancio).
Junto a Eduardo Barrón en 1884 gana por oposición una pensión para estudiar en Roma, donde ejecuta una gran cantidad de obras, instalándose hacia finales de 1890 en Madrid. En la capital tuvo un estudio en el por aquel entonces «paseo del Cisne», hoy día paseo de Eduardo Dato, donde se educaron numerosos artistas.
Sus obras eran abigarradas y con un gran efectismo, en su época consiguió una gran popularidad con numerosos encargos oficiales, que le hicieron montar un enorme taller con decenas de ayudantes entre los que se encontraba Coullaut Valera y Jacinto Higueras. Gaya Nuño, no libre de prejuicios, lo definió como «el caso Querol»,

porque, evidentemente, hubo un caso de psicosis colectiva en derredor de este hombre suficiente para engañar a casi todos sus contemporáneos, y a él mismo a la cabeza de todos
Gaya Nuño, Arte del siglo XIX.

Recibió reconocimientos como la medalla de primera clase en la exposición de Madrid de 1887 (por el grupo La Tradición); Medalla de oro en Múnich en el año 1891 y 1895; medalla de oro en Viena en 1898; Primer premio en la Exposición Universal de Barcelona de 1888.
De notable fama en vida, tras su fallecimiento, acaecido en Madrid el 14 de diciembre de 1909, quedaría un tanto olvidada su figura.

## Algunas obras
- 1881- Cabeza de Dolorosa.
- 1885- Guerrero vencido.

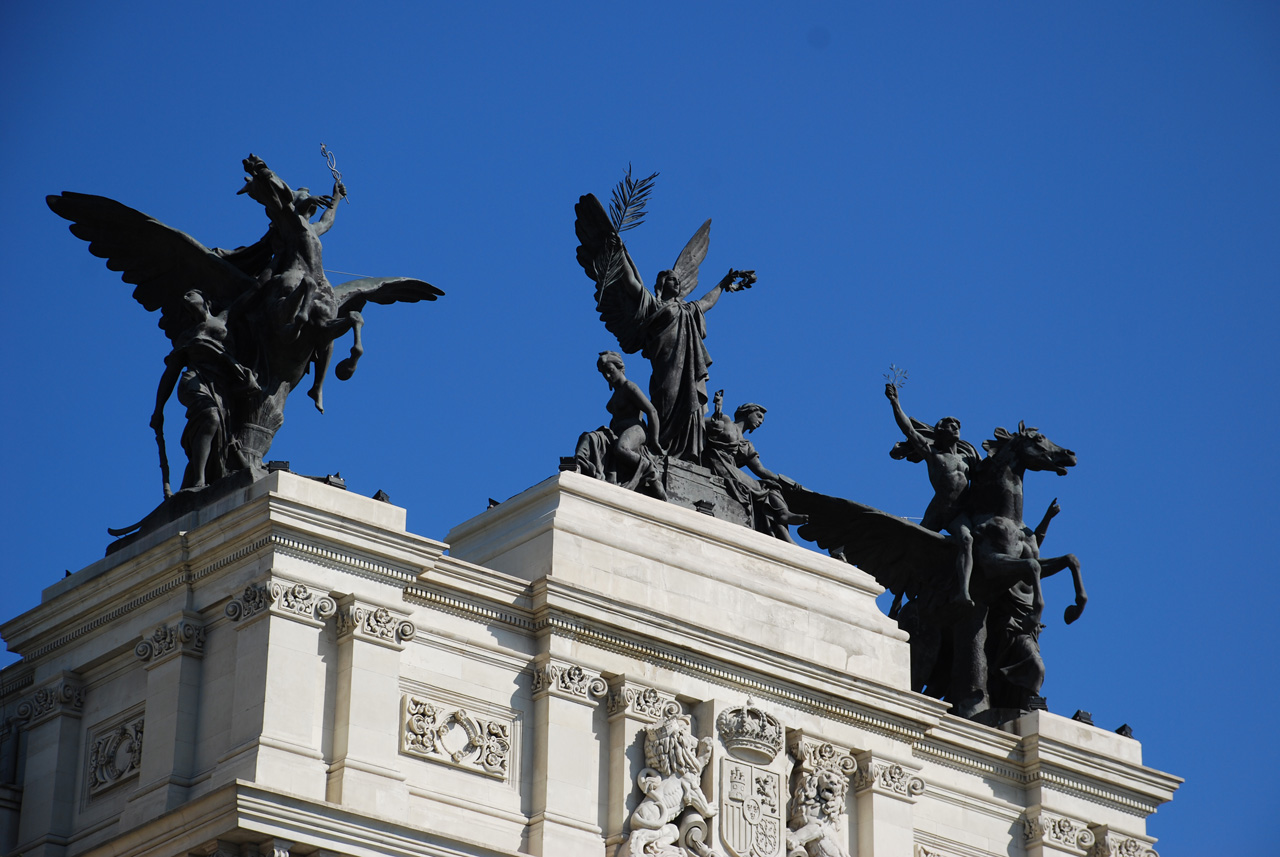
La Gloria y los Pegasos, en la azotea del Ministerio de Agricultura de España (Madrid).

- 1886- Sagunto (Museo Nacional del Prado).[5]
- 1887- La Tradición (en bronce en el Museo del Prado,[6] en mármol en el Club Español de Buenos Aires, etc).
- 1889- San Félix y Santa Eulalia. Fachada de la catedral de Barcelona.
- 1890- Monumento a Méndez Núñez[7] y Monumento a José Elduayen (1896) en Vigo.
- 1891- Busto de la reina regente María Cristina (mármol). Palacio Real de Madrid y Museo Nacional de Arte de Cataluña (Barcelona).
- 1892/1903- Frontón para la Biblioteca Nacional de Madrid.
- 1892- Monumento a los Bomberos. Cementerio de Colón (La Habana, Cuba). Inaugurado en 1897.
- 1895. San Francisco curando a los leprosos (Museo Nacional del Prado).[8]
- 1897- La Gloria y los Pegasos, para el Ministerio de Fomento (hoy Ministerio de Agricultura donde actualmente existe una réplica en bronce de Juan de Ávalos de los tres conjuntos).[9]
- 1893- Monumento a Legazpi y Urdaneta. Manila (Filipinas).[7]
- 1897- Moisés y las leyes. Palacio de Justicia de Barcelona.
- 1897- Proyecto de Monumento al obispo Manuel Ros de Medrano (Tortosa).
- 1899- Monumento a Claudio Moyano. Plaza del Emperador Carlos V de Madrid.
- 1900- Monumento a Aureliano Linares[7] y Monumento a Daniel Carballo (1903) en La Coruña.

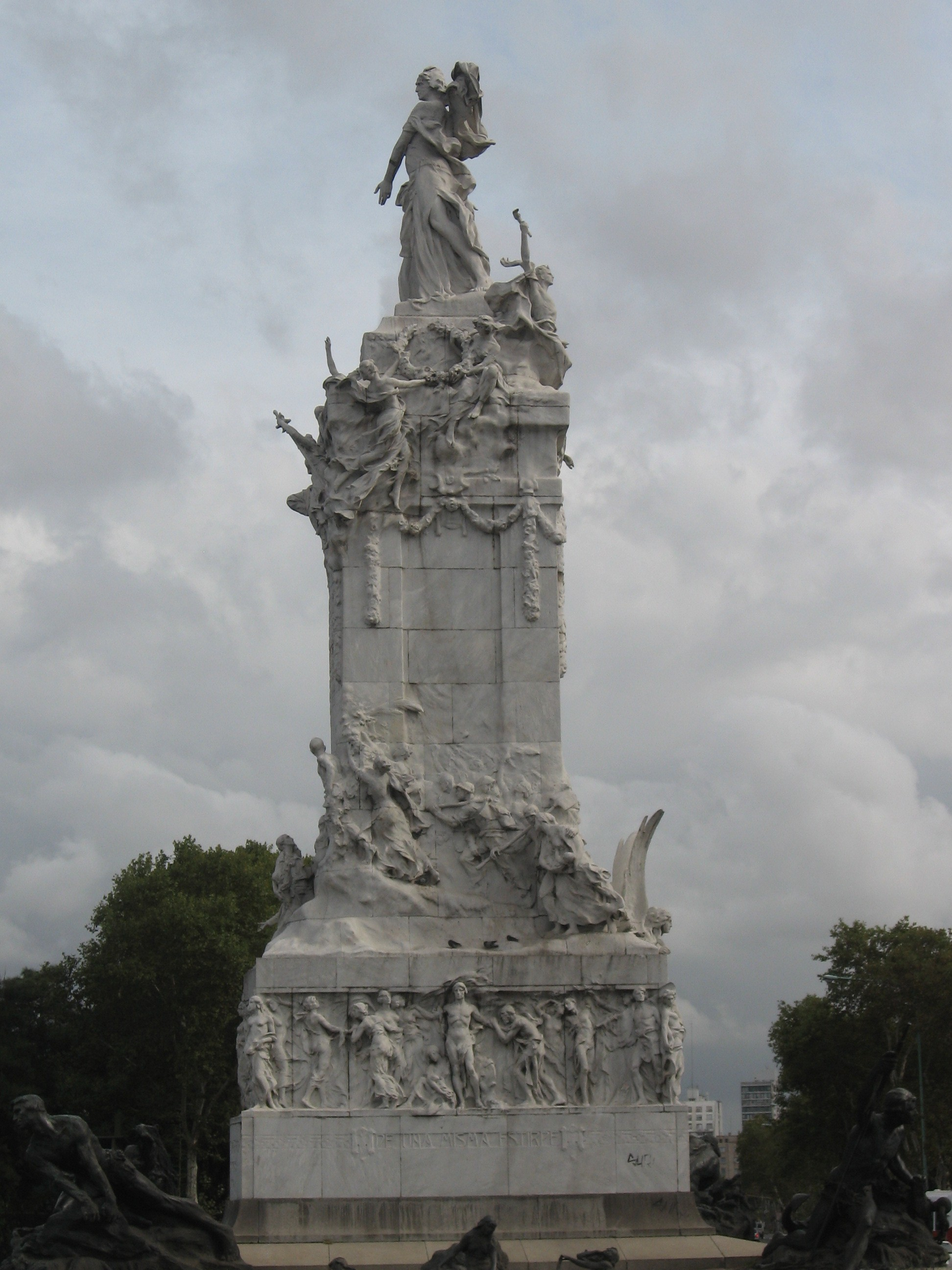
Monumento de los españoles.

- 1900- Monumento a la "Carta Magna y las cuatro regiones argentinas". Popularmente conocido como "Monumento de los españoles". Se realizó el monumento con aportes personales de españoles residentes en Argentina y solo un aporte excepcional del Banco Español. En total, en tres suscripciones y venta de medallas, se recaudaron $625.692,09.-  (Buenos Aires, Argentina).
- 1902- Monumento a Quevedo (Madrid)[7]  y Monumento al coronel Bolognesi[7] (Lima, Perú; inaugurado en 1905). La escultura original del coronel que coronaba este último monumento fue sustituida en 1954 por la realizada por el escultor peruano Artemio Ocaña y se conserva en la Fortaleza del Real Felipe.
- 1903- Monumento al conde de Ribadedeva (Colombres, Asturias).
- 1904- Monumento a los mártires de la religión y de la patria (Zaragoza, España).[7]
- 1906- Monumento a la viuda de Epalza (Bilbao), Monumento a los Mártires de la Religión y de la Patria (Zaragoza) y el Monumento a Frederic Soler ("Pitarra") de Barcelona.
- 1908- Mausoleo de Cánovas del Castillo. Panteón de Hombres Ilustres (Basílica de Atocha, Madrid).
- 1908- Monumento a los Sitios de Zaragoza (España).[7]
- 1908- Gana por concurso el proyecto de Monumento al general Justo José de Urquiza; da inicio a las obras —pedestal de mármol y fragmentos del conjunto—, que son finalizadas por su compatriota Mariano Benlliure. La obra se inaugura el 11 de noviembre de 1920, fecha en que se conmemora el Pacto de Unión Nacional (Parque Urquiza, Paraná, Entre Ríos, República Argentina).[cita requerida]
- 1908- Panteón Guirao, Cementerio de San Isidro (Madrid).
- 1909- Proyecto de Monumento a Garibaldi.

Son conocidos y apreciados sus Pegasos al frente del Palacio de Bellas Artes en la Ciudad de México. 1909 (Montevideo, Uruguay) y Monumento a Moret (Cádiz).

## Galería de imágenes

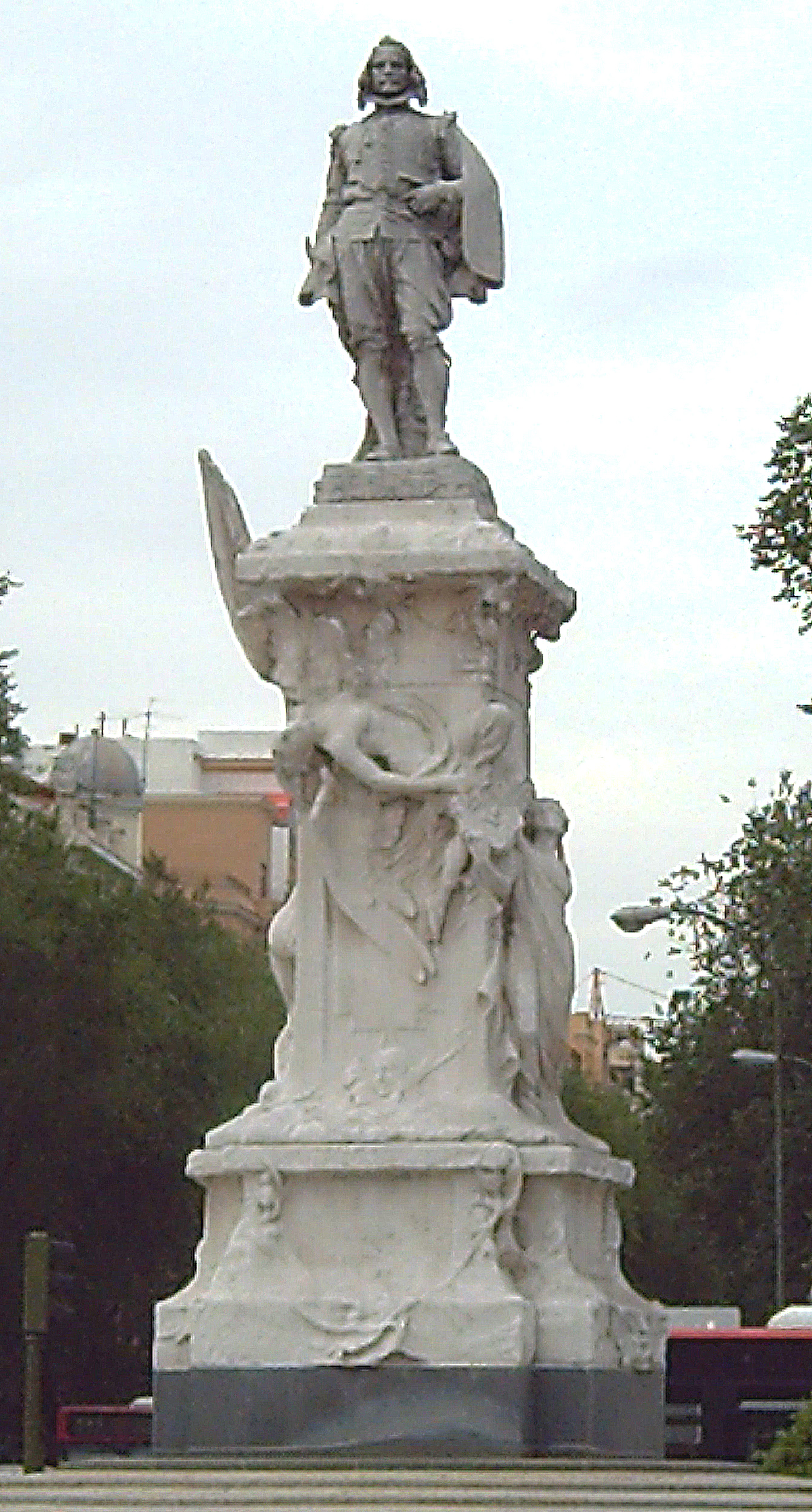
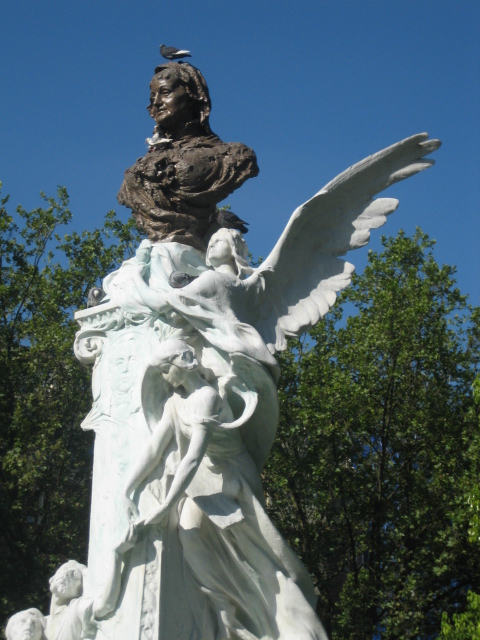
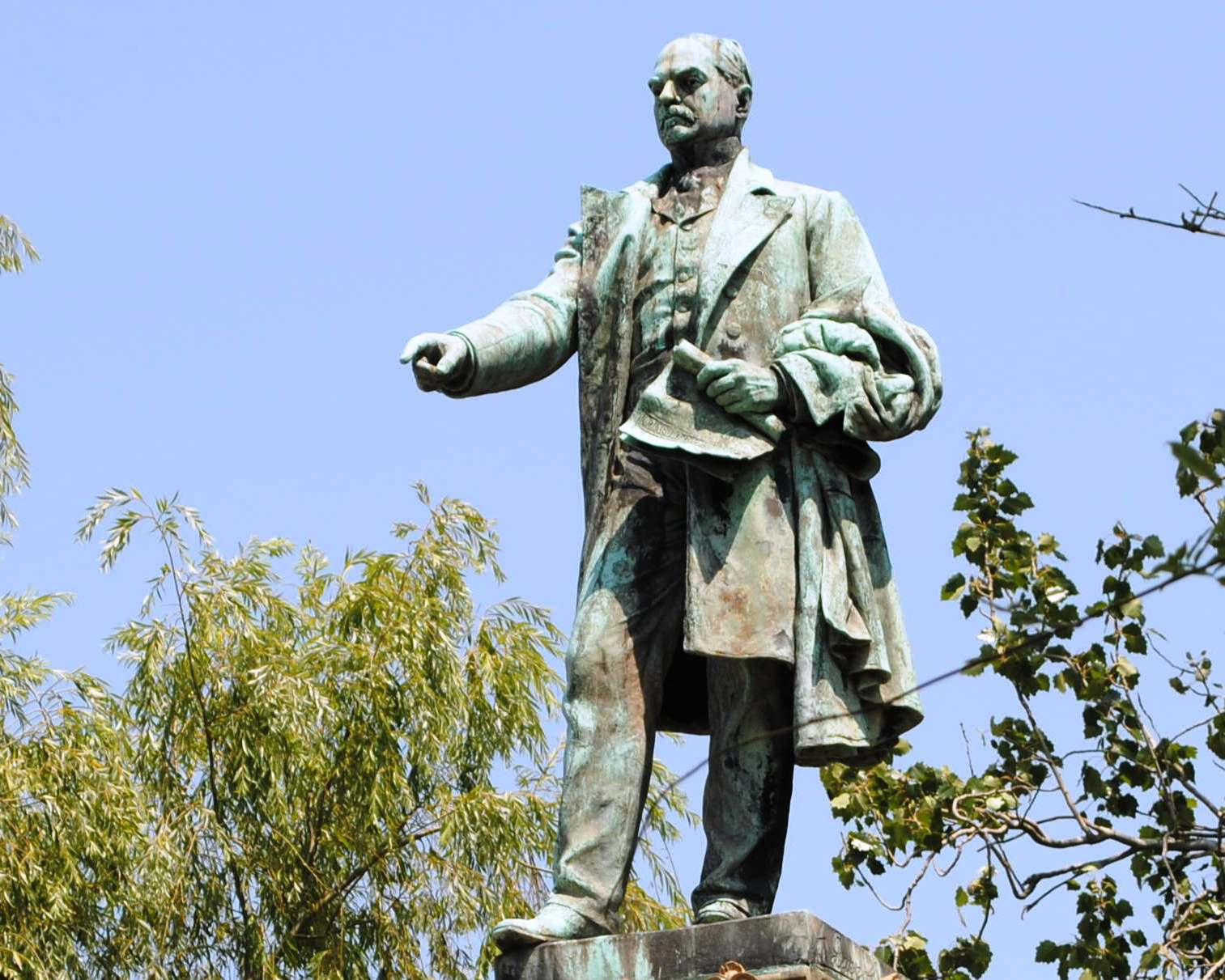
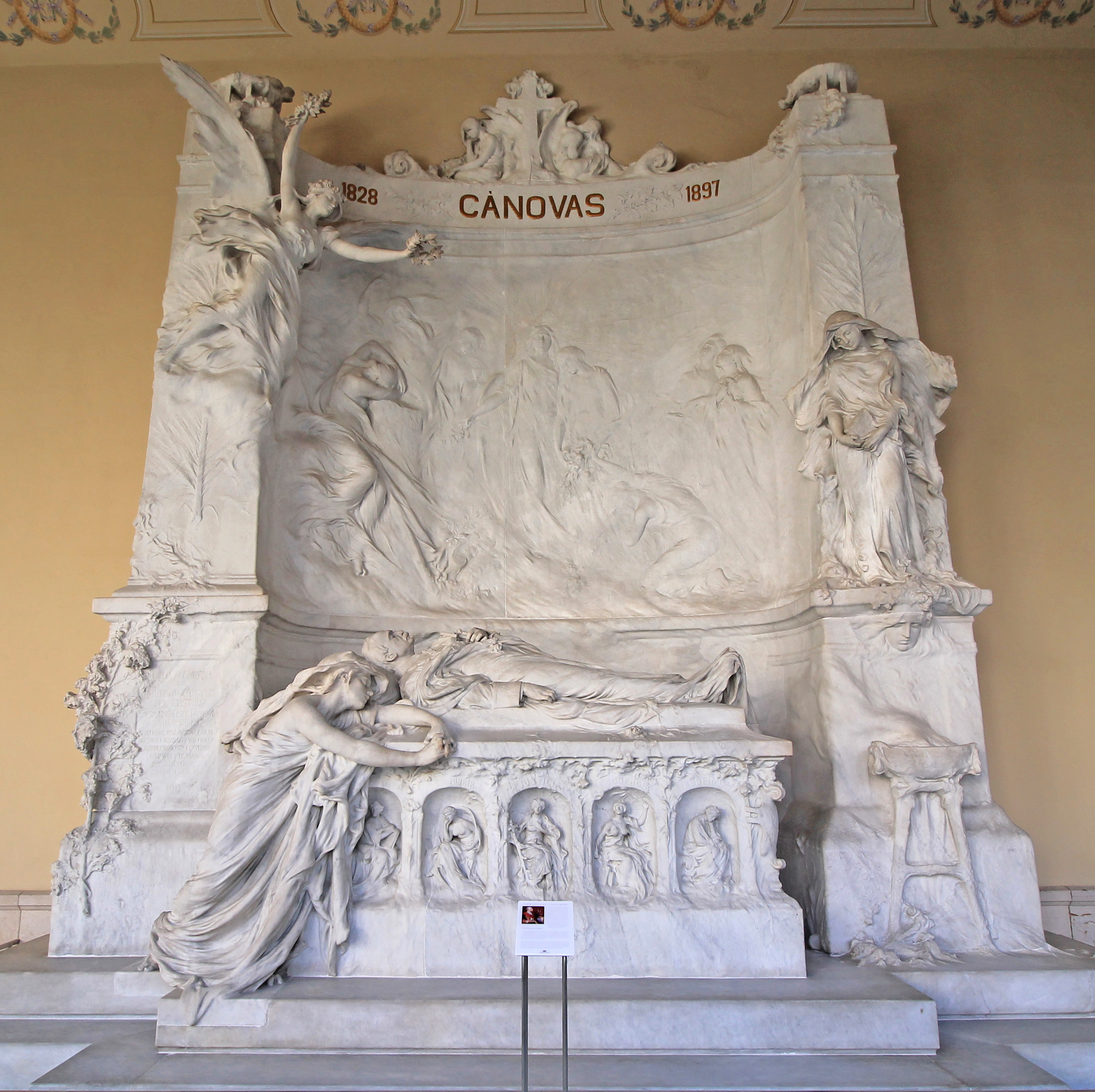
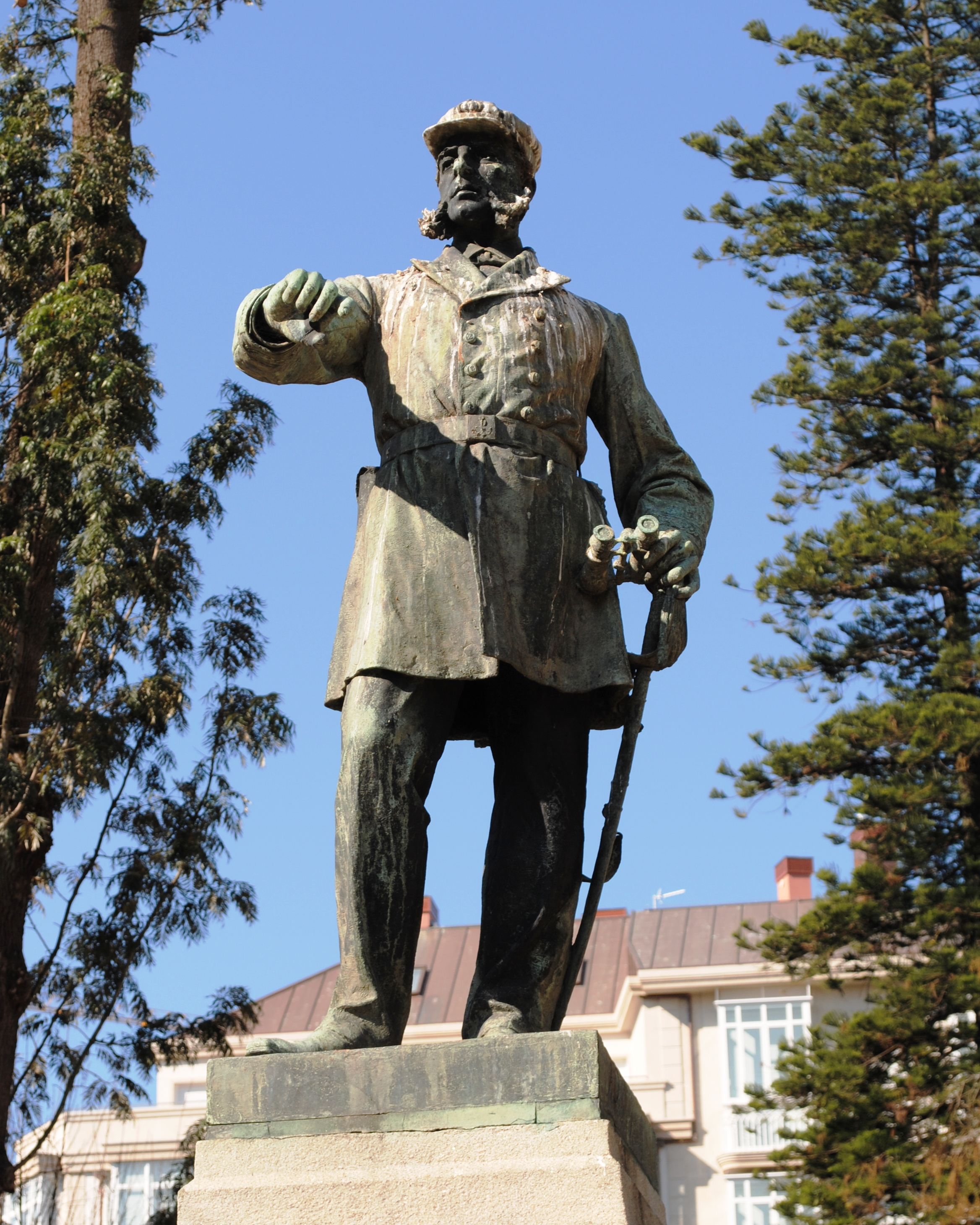
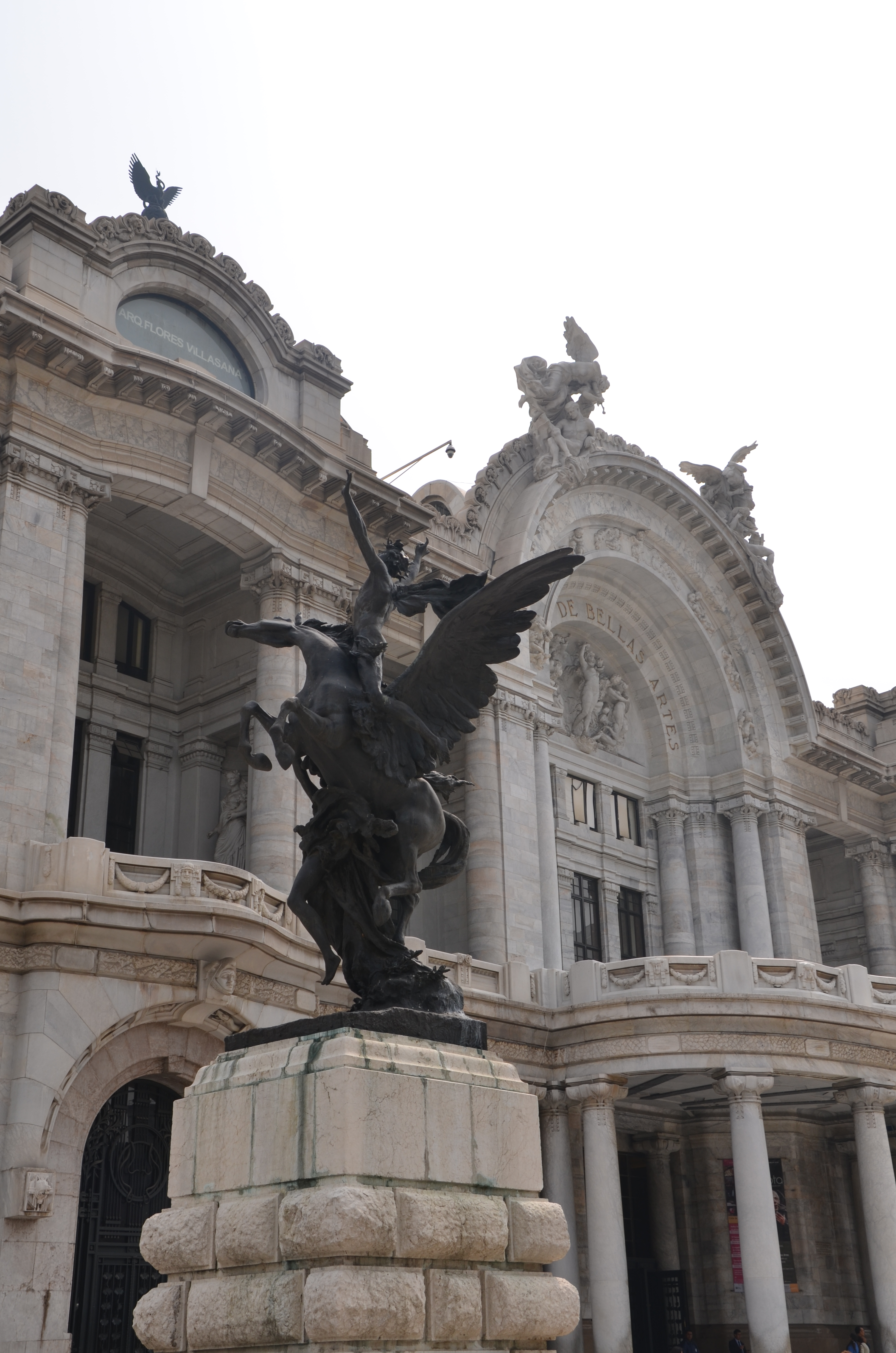
Pegaso del conjunto escultórico al exterior del Palacio de Bellas Artes de México